# Bosar Maligas (plaats)
Bosar Maligas is een bestuurslaag in het regentschap Simalungun van de provincie Noord-Sumatra, Indonesië. Bosar Maligas telt 3230 inwoners (volkstelling 2010).